# غاريث داوسون
غاريث داوسون (بالإنجليزية: Gareth Dawson)‏ مواليد 21 فبراير 1989، هو لاعب كرة سلة نيوزلندي. بدأ مسيرته الاحترافية في سنة 2009. يلعب مع كانتربيري رامز في الدوري النيوزيلندي لكرة السلة كلاعب وسط. يحمل الرقم 34.

## المسيرة الاحترافية
لعب مع ماناواتو جيتز في سنة 2009، ثم لعب مع إلوارا هوكز في الدوري الأسترالي في موسم 2009–2010، ثم لعب مع ساوثلاند شاركز في موسم 2010–2011، ثم لعب مع كيرنز تيبانز في الدوري الأسترالي في موسم 2010–2011، ثم لعب مع ساوثلاند شاركز في موسم 2013–2014، ثم لعب مع كانتربيري رامز في موسم 2015–2016.